# Vozera Saro
Vozera Saro (vitryska: Возера Саро) är en sjö i Belarus.   Den ligger i voblasten Vitsebsks voblast, i den nordöstra delen av landet, 190 km nordost om huvudstaden Minsk. Vozera Saro ligger 128 meter över havet. Arean är 4,5 kvadratkilometer. Den sträcker sig 7,0 kilometer i nord-sydlig riktning, och 5,5 kilometer i öst-västlig riktning.
Omgivningarna runt Vozera Saro är en mosaik av jordbruksmark och naturlig växtlighet. Runt Vozera Saro är det glesbefolkat, med 16 invånare per kvadratkilometer.